# Ameles
Ameles – rodzaj modliszek z rodziny Amelidae.

## Morfologia
Samce mają oczy i kostalną krawędź pokryw orzęsione. Przedplecze o długości kilka razy przekraczającej jego szerokość. Środkowo-spodnie kolce umieszczone na udach przednich odnóży są naprzemiennie długie i krótkie lub równej długości. Dwa pierwsze kolce zewnętrzne u nasady przednich ud nie są silnie zbliżone do pozostałych. Płytka nadanalna nie krótsza niż szersza, duża.

## Systematyka
Do rodzaju tego należy 27 gatunków:
- A.abjecta (Cyrillo, 1787)
- A. aegyptiaca Werner, 1913
- A. arabica Uvarov, 1939
- A. assoi Bolivar, 1873
- A. crassinervis Dirsch, 1927
- A. cyprica Uvarov, 1936
- A. decolor (Charpentier, 1825)
- A. dumonti Chopard, 1943
- A. fasciipennis Kaltenbach, 1963
- A. gracilis (Brullé, 1840)
- A. heldreichi Brunner von Wattenwyl, 1882
- A. insularis Agabiti, Salvatrice et Lombardo, 2010
- A. kervillei Bolivar, 1911
- A. limbata (Brullé, 1838)
- A. maroccana Uvarov, 1931
- A. massai Battiston et Fontana, 2005
- A. moralesi Bolivar, 1936
- A. nana Charpentier, 1825
- A. paradecolor Agabiti, Salvatrice et Lombardo, 2010
- A. persa Bolivar, 1911
- A. picteti (Saussure, 1869)
- A. poggii Lombardo, 1986
- A. soror Serville, 1839
- A. spallanzania (Rossi, 1792)
- A. syriensis Giglio-Tos, 1915
- A. taurica Jakovlev, 1903
- A. wadisirhani Kaltenbach, 1982